# أساكي
أساكي هي جماعة قروية في إقليم تارودانت بجهة سوس ماسة جنوب المغرب. وهي تضم 8175 نسمة، حسب الإحصاء العام للسكان والسكنى لسنة 2014. يقع مركز الجماعة على الطريق الوطنية رقم 10، ويبعد بـ 10 كلم عن تالوين.

## التعليم
قائمة المؤسسات التعليمية في أساكي:
- مجموعة مدارس امالو (الدواوير: امالو، تزي نتلامت، تيارت، تستيفت)
- مجموعة مدارس تاركة ميمون (الدواوير: تاركة ميمون، تاكاديرت، مخفمان، تزارين)
- مجموعة مدارس الملث (الدواوير: الملث، اسكي، تغزوت، دوتوريرت، تكنزا واعراب، أماين)
- مجموعة مدارس تدناس (الدواوير: تدناس، بومكزار، تمسولت، امسمسا، انزو، تزارت)
- إعدادية أحد

## دواوير الجماعة
- أساكي
- توريرت الحد
- مزال
- مخفمان
- امين أكني
- الملث
- فغزري
- تغزوت
- دوتوريرت
- تالوين الشلح
- تكنزة 1
- تكنزة 2
- تازرين
- تدناس
- تاركة نميمون
- أيت وكاز
- توفاسور
- تصدرت
- تكديرت
- الحنتق
- امسمسا
- تمسولت